# Trójka (Groot-Polen)
Trójka is een dorp in de Poolse woiwodschap Groot-Polen. De plaats maakt deel uit van de gemeente Stare Miasto.